# واکانا ماروکا
واکانا ماروکا (انگلیسی: Wakana Maruoka؛ زادهٔ ۱۳ مهٔ ۱۹۹۵) صداپیشه اهل ژاپن است. وی از سال ۲۰۱۸ میلادی تاکنون مشغول فعالیت بوده‌است.